# 梅森·芬利
梅森·芬利（英語：Mason Finley，1990年10月7日—）生于密苏里州堪萨斯城，是一名美国男子田径运动员，主攻铅球和铁饼。梅森的父亲杰瑞德同样曾从事过铁饼这个项目。尽管他是一名田径选手，他在就读高中期间也曾接触过篮球和美式橄榄球。他在高中期间凭借的出色的表现入选ESPN RISE杂志评选的2000年代最佳高中田径队。另外他也在2009年获得Track and Field News评选的年度最佳高中田径运动员奖。